# Perxylobates paravermiseta
Perxylobates paravermiseta är en kvalsterart som beskrevs av Sandór Mahunka 1976. Perxylobates paravermiseta ingår i släktet Perxylobates och familjen Protoribatidae. Inga underarter finns listade i Catalogue of Life.